# Траурный марш
Траурный марш (Похоронный марш) — музыкальное произведение торжественно-скорбного характера, разновидность марша, пишется в ритме размеренного, замедленного шага.
Траурный марш обычно бывает трёхчастным, при этом крайние части пишутся в минорной тональности, контрастирующий с ними средний раздел, просветлённо-лирический, может писаться в мажоре. Встречаются, но достаточно редко, мажорные траурные марши, в том числе в оратории Г. Ф. Генделя «Самсон».

## История
Известно, что траурный марш или его прообраз существовал уже в Древнем Риме во времена Империи — как музыкальное сопровождение похоронных процессий.
В новое время траурные марши первоначально также создавались специально для погребальных процессий, как, например, марш Андре Филидора (старшего) — для похорон Людовика XIV (1715), написанные в годы Великой французской революции марши Франсуа Госсека и Луиджи Керубини или принадлежащий Адольфу Адану марш, которым в 1840 году сопровождалось перезахоронение в Париже останков Наполеона Бонапарта. В России произведение в характере траурного марша впервые прозвучало в 1699 году — при похоронах ближайшего соратника Петра I Франца Лефорта.
Однако уже в XVIII веке композиторы стали включать траурные марши в различные инструментальные и вокально-инструментальные произведения; так, траурный марш звучит в ораториях Г. Ф. Генделя «Саул» и «Самсон», в опере Р. Вагнера «Гибель богов» (Траурный марш Зигфрида).
В инструментальной музыке включение траурного марша, обычно в качестве медленной части сонатно-симфонического цикла, как правило, связано с программными замыслами: обладая яркой жанровой характерностью, он и без словесной программы вызывал у слушателей вполне определённые ассоциации. Частью симфонии траурный марш (итал. marcia funebre) впервые стал у Л. ван Бетховена — в Третьей («Героической»), вдохновлённой событиями Великой французской революции. Траурные марши представляют собой первые части Траурно-триумфальной симфонии Гектора Берлиоза, Второй и Пятой симфоний Густава Малера.
Траурные марши встречаются и в камерной музыке, в том числе в фортепианных сонатах, например в 12-й Л. Бетховена и во 2-й Ф. Шопена — одно из самых известных сочинений этого жанра, в переложении для оркестра часто исполняемое во время похорон. Одна из «песен без слов» Ф. Мендельсона (№ 3, op. 62) также представляет собой траурный марш и часто звучит на похоронах, хотя распространённое её название, «Trauermarsch», не принадлежит композитору. У П. И. Чайковского «Похоронный марш» (op. 21) — самостоятельное произведение для фортепиано.
В форме траурного марша написаны отдельные эпизоды в различных симфонических произведениях, в том числе в симфонических поэмах и фортепианных концертах Ференца Листа. Дмитрий Шостакович в третьей части своей Одиннадцатой симфонии использовал мелодию песни «Вы жертвою пали…», которая с конца XIX века часто исполнялась как траурный марш во время похорон революционеров и в этом же качестве была использована в оригинальной музыке Эдмунда Майзеля к фильму С. Эйзенштейна «Броненосец „Потёмкин“» — в сцене похорон Вакуленчука.